# Schloss Inkofen (Schierling)

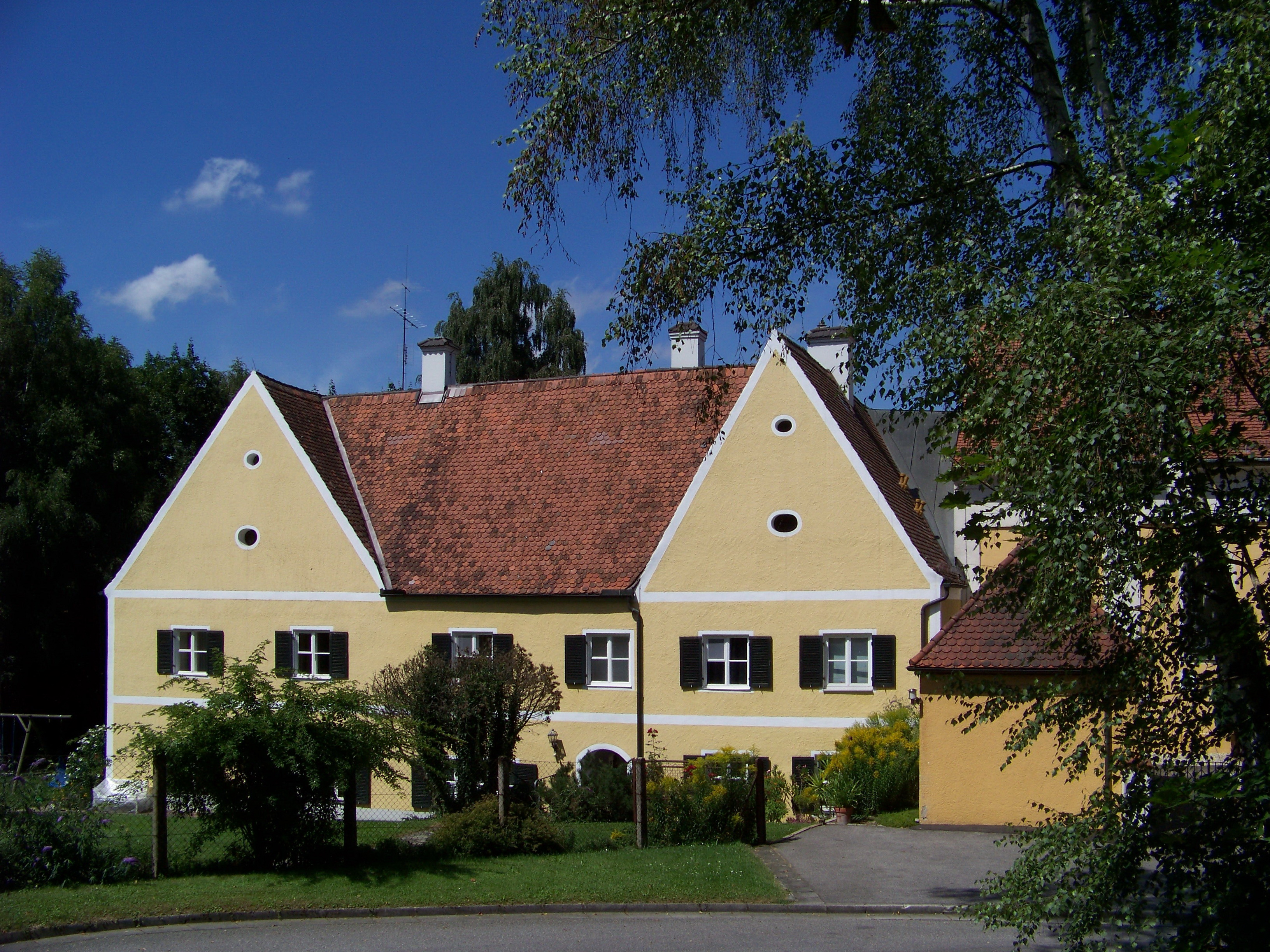
Hofmarkschloss Inkofen

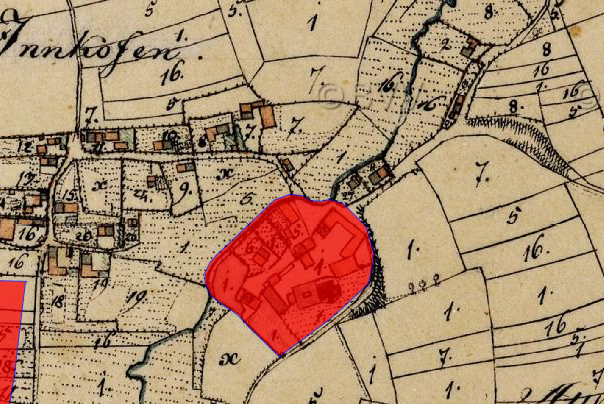
Lageplan von Schloss Inkofen (Schierling) Urkataster von Bayern

Das Schloss Inkofen ist ein denkmalgeschütztes Gebäude im Ortsteil Inkofen des Marktes Schierling im Landkreis Regensburg (Bayern). Die Anlage ist unter der Aktennummer D-3-75-196-31 als denkmalgeschütztes Baudenkmal von Inkofen verzeichnet. Ebenso wird sie als Bodendenkmal unter der Aktennummer D-3-7139-0196 im Bayernatlas als „archäologische Befunde des Mittelalters und der frühen Neuzeit im Bereich des ehem. Hofmarkschlosses sowie der Kath. Filial- und ehem. Schlosskirche St. Jakobus d. Ä. in Inkofen, darunter die Spuren von Vorgängerbauten bzw. älterer Bauphasen“ geführt.

## Geschichte
Die Erbauer der ehemaligen Turmburg Inkofen waren die Herren von Inkofen. Im Schenkungsbuch des Klosters St. Emmeram (1177–1201) werden Wolferam und Heinric de Innichouven als Zeugen erwähnt; auch im ersten Herzogsurbar (1229/1237) wird der Ort Immekoven angeführt. 1241 erscheint eine Mechthild Inkoferin als Gattin des Erich von Schierling. Ein Siboto, Ritter von Armannperg und Erbtruchsess der Grafschaft Kirchberg, heiratet 1248 eine Irmgard Inkoferin und kommt so in den Besitz der späteren Hofmark. Eventuell haben sich dann die Armannperger Inkofer genannt. 1347 tritt ein Heinrich der Inkofer in einer Urkunde des Klosters Mallersdorf auf.
Die Burg Inkofen wird erstmals 1365 als im Besitz von Ulrich von Abensberg erwähnt. 1366 sitzt Hans der Inkofer auf der Feste, die sein väterliches Erbe ist. Nach der Erbteilung der Brüder Peter und Gebhart Inkofer fällt Inkofen am 4. Mai 1381 samt Zubehör an Gebhart. Am 18. März 1396 verkauft Gebhart der Inkofer seine Feste und Sitz zu Inkofen an Friedrich den Smieher. Am 28. Oktober 1416 verkaufen Wilhelm Wernbeck und Heinrich Pestenacker dem Michael Moshamer den ihnen von ihrem Freund Leonhard dem Smiehrer angeerbten Besitz zu Inkofen. Das Geschlecht des Moshamer ist in der Folge bis 1537 auf Inkofen bezeugt: Michael Moshamer (1416), ein Mosshaymer auf Inkofen (1464), Wilhelm Mosheiner (1466), Jörg Moßheimer (1470, 1480), Georig Mosshaymer (1482), Jörig Mosheimer (1494), Adam Moßhamer zu Schmalnstain und Inkofen (1514), Christoff Moshaimer zu Inkofen (1532, 1537, 1539). 1470 ist die Hofmark Inkofen in der Landtafel aufgenommen, allerdings erscheint sie erst 1618 als Hofmark in der Beschreibung des Landgerichtes Kirchberg. Am 18. August 1537 verkaufen Christoff Moshamer und seine Frau Benigna das Schloss Inkofen samt Hofmark an Sebastian Kolb zu Hailsberg und dessen Ehefrau Anna. Diese verkaufen Inkofen am 19. November 1551 an Michael Grießmayr, Bürger zu Straubing. Dessen Erben bleiben bis 1580 auf dem Sitz, wobei 1578 als Hofmarksinhaber von Inkofen Alexander Lerchenfelder genannt wird. Spätestens 1597 wird dieser wieder von Hans Heinrich Grießmayr abgelöst. Am 28. September 1618 werden Schloss und Hofmarksgerechtigkeit Inkofen von den Vormündern des Johannes Grießmayr an Mathäus Bittlmayer, Kanzler zu Landshut und Pfleger zu Kirchberg, verkauft.
Im 16. Jahrhundert erfolgt der Neubau des Schlosses, im 17. Jahrhundert ein weiterer Aus- und Umbau.
Am 1. März 1660 gehen das Schloss und die Hofmark laut Testament des  Mathäus Bittlmayer an das Kloster Mallersdorf über. Bis zur Säkularisation bleibt Inkofen bei diesem Kloster.
Heute befindet sich das ehemalige Hofmarkschloss in Privatbesitz.

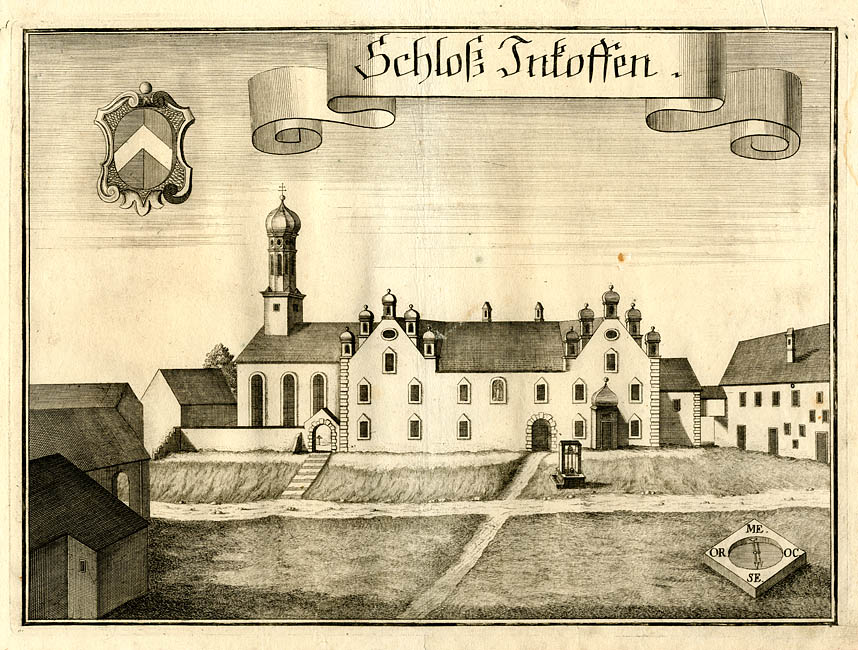
Kupferstich von Michael Wening (1645–1718) vom Schloss Inkofen

## Gebäude
Das ehemalige Hofmarkschloss ist eine zweigeschossige Vierflügelanlage mit Satteldächern von um 1650. Der Kern stammt aus dem 16. Jahrhundert. An der Westwand finden sich Grabplatten des 15.–19. Jahrhunderts. Das Schloss hat sein Aussehen im Grunde so erhalten, wie es auf dem Stich von Michael Wening von 1721 abgebildet ist. Das Schloss ist an drei Seiten von einem Park umgeben, es liegt an der Westseite der Pfarrkirche zu Inkofen.